# Saint-Mary (Antigua-et-Barbuda)
Pour les articles homonymes, voir Saint-Mary.

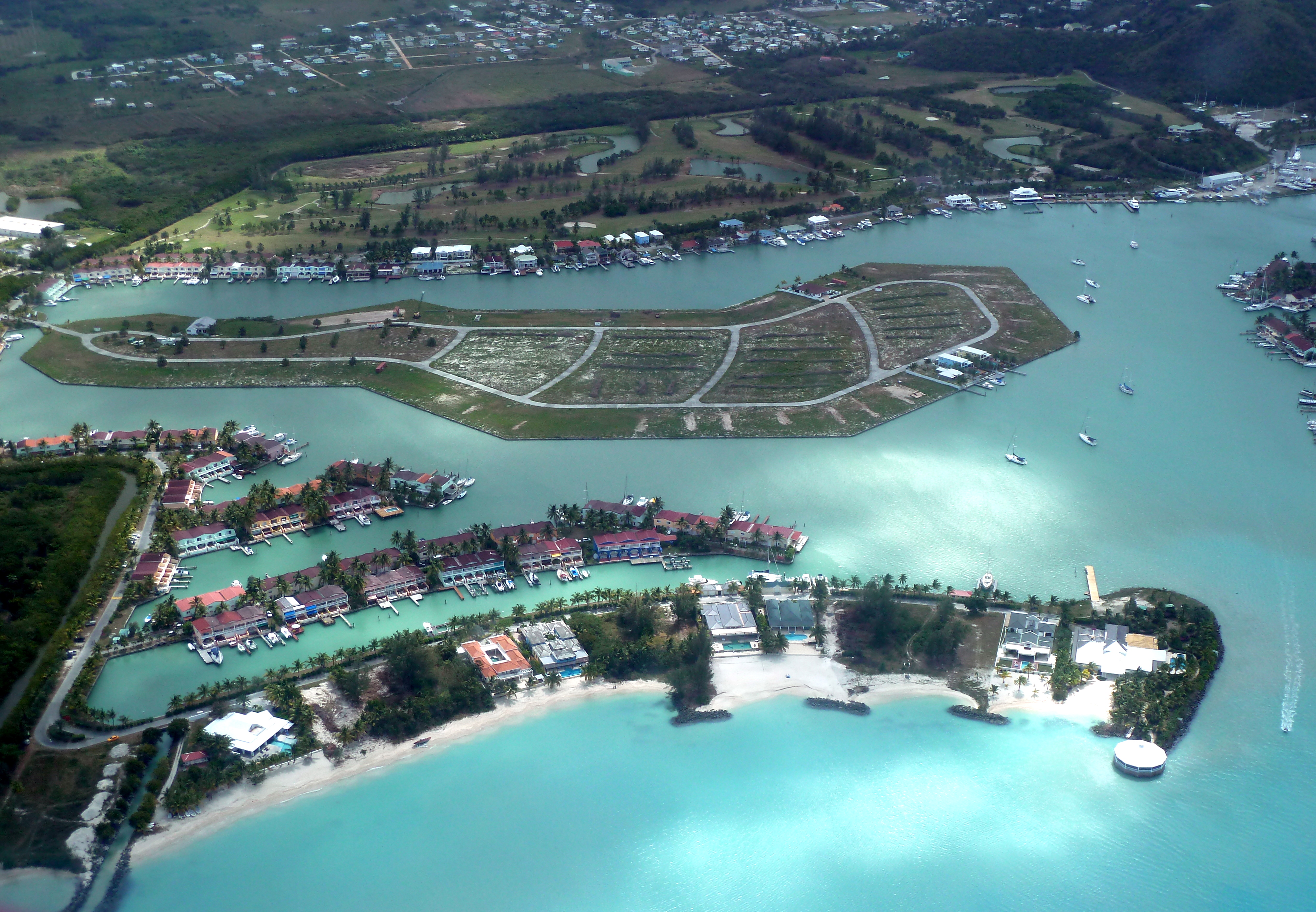

Saint-Mary est l'une des six paroisses d'Antigua-et-Barbuda. Son chef-lieu est Bolands avec 2088 habitants en 2010.